# Mittleres Lonetal
Das Landschaftsschutzgebiet Mittleres Lonetal ist ein mit Verordnung der Unteren Naturschutzbehörde beim Landratsamt Alb-Donau-Kreis vom 2. März 1989 ausgewiesenes Landschaftsschutzgebiet (LSG-Nummer 4.25.103). 2003 wurde die Fläche des Gebiets durch die Ausweisung des Naturschutzgebiets Breitinger Schönrain reduziert.

## Lage und Beschreibung
Das 3158,1 Hektar große Gebiet erstreckt sich langgestreckt zwischen Breitingen und dem Niederstotzinger Stadtteil Stetten ob Lontal über die Markungen der Gemeinden Asselfingen, Ballendorf, Bernstadt, Börslingen, Breitingen, Holzkirch, Langenau, Neenstetten, Nerenstetten, Öllingen, Rammingen und Setzingen. Das Gebiet gehört zum Naturraum 097-Lonetal-Flächenalb. Das Naturschutzgebiet Nr. 4309 – Breitinger Schönrain wird von dem Landschaftsschutzgebiet umschlossen.

## Schutzzweck
Wesentlicher Schutzzweck ist gemäß Schutzgebietsverordnung:
- die Erhaltung der Vielfalt, Eigenart und Schönheit der Talauen des Lonetals und insbesondere der Schutz der Wiesentäler, Laubwälder, Baumgruppen, Waldlagen, Felsbildungen, Wacholderheiden, Streuobstwiesen, Feldgehölze, Erdaufschlüsse und Hungerbrunnen;
- die Bewahrung der für die Schwäbische Alb typischen Landschaftsform und Erhaltung und Förderung von Lebensstätten der einheimischen Tier- und Pflanzenwelt und
- die Erhaltung ausgedehnter Waldzonen und Wacholderheiden als Erholungsraum.